# Rozporządzenie (WE) 561/2006 Parlamentu Europejskiego i Rady
Rozporządzenie Parlamentu Europejskiego I Rady (WE) NR 561/2006 z dnia 15 marca 2006 r. w sprawie harmonizacji niektórych przepisów socjalnych odnoszących się do transportu drogowego oraz zmieniające rozporządzenia Rady (EWG) nr 3821/85 i (WE) 2135/98, jak również uchylające rozporządzenie Rady (EWG) nr 3820/85 (Tekst mający znaczenie dla EOG).
Rozporządzenie reguluje czasy prowadzenia pojazdów, przerw i okresów odpoczynku kierowców oraz ma zastosowanie do przewozów wykonywanych pojazdem łącznie z przyczepą lub naczepą, których masa całkowita przekracza 3,5 tony lub pojazdami przeznaczonymi do przewozu więcej niż dziewięciu osób łącznie z kierowcą.
Zgodnie z tym rozporządzeniem kierowca musi przestrzegać dziennego czasu prowadzeniu pojazdu w wymiarze nie więcej niż 9 godzin, z możliwością przedłużenia go do 10 godzin nie więcej 2 razy na tydzień. W ciągu jednego tygodnia czas prowadzenia pojazdu nie może przekraczać 56 godzin, a w ciągu dwóch tygodni 90 godzin.
W ciągu jednego dnia pracy kierowcę obowiązuje przerwa 45 minut po czterech i pół godzinach jazdy. Może zostać ona podzielona na dwie części, z czego pierwsza powinna trwać co najmniej 15 minut, a druga co najmniej 30 minut.
W każdym 24 godzinnym okresie kierowca musi odbyć 11-godzinny nieprzerwany odpoczynek. Podobnie jak w przypadku krótkiej przerwy może on zostać on podzielony na 2 części, w tym pierwsza co najmniej 3 godziny, a druga co najmniej 9 godzin. Łączna liczba godzin odpoczynku zwiększa się wtedy do 12. Ponadto w rozporządzeniu widnieje zapis odnośnie do tygodniowego odpoczynku. W ciągu 2 tygodni kierowca jest zobowiązany odbyć 2 nieprzerwane 45-godzinne odpoczynki lub też może je skrócić do jednego regularnego i jednego skróconego, który trwa co najmniej 24 godziny.
Zasady zawarte w rozporządzeniu 561/2006 mają przede wszystkim na celu zapobieganie przekraczania czasu prowadzenia pojazdu przez kierowcę oraz niedoprowadzenia do sytuacji, aby kierowca odpoczywał krócej niż przewiduje to rozporządzenie.
Rozporządzenie zobowiązuje przedsiębiorstwo transportowe do organizacji pracy kierowców w taki sposób, aby kierowcy mogli przestrzegać przepisów rozporządzenia.